# مارک سرژان
مارک سرژان (اسپانیایی: Marc Sergeant‎؛ زادهٔ ۱۶ اوت ۱۹۵۹) دوچرخه‌سوار اهل بلژیک است.